# Jacques Massu
Jacques-Émile Massu (Châlons-sur-Marne, 5 de mayo de 1908 - Conflans-sur-Loing, Francia, 26 de octubre de 2002) fue el general de paracaidistas francés enviado para luchar contra el FLN en la guerra de Argelia que culminó con la independencia de dicho país.

## Biografía

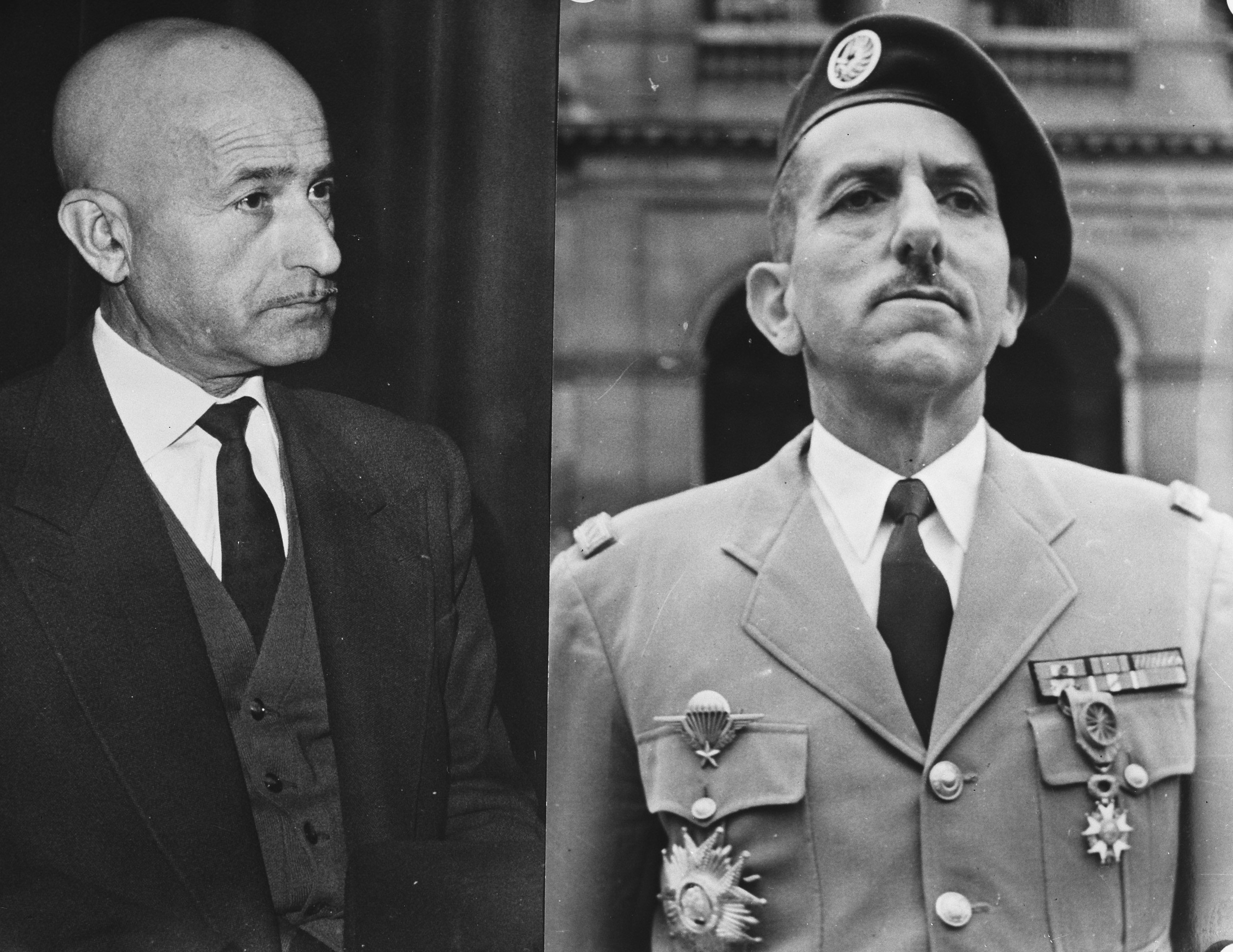
Sid Cara (izquierda) y General Massu (derecha), en 1958.

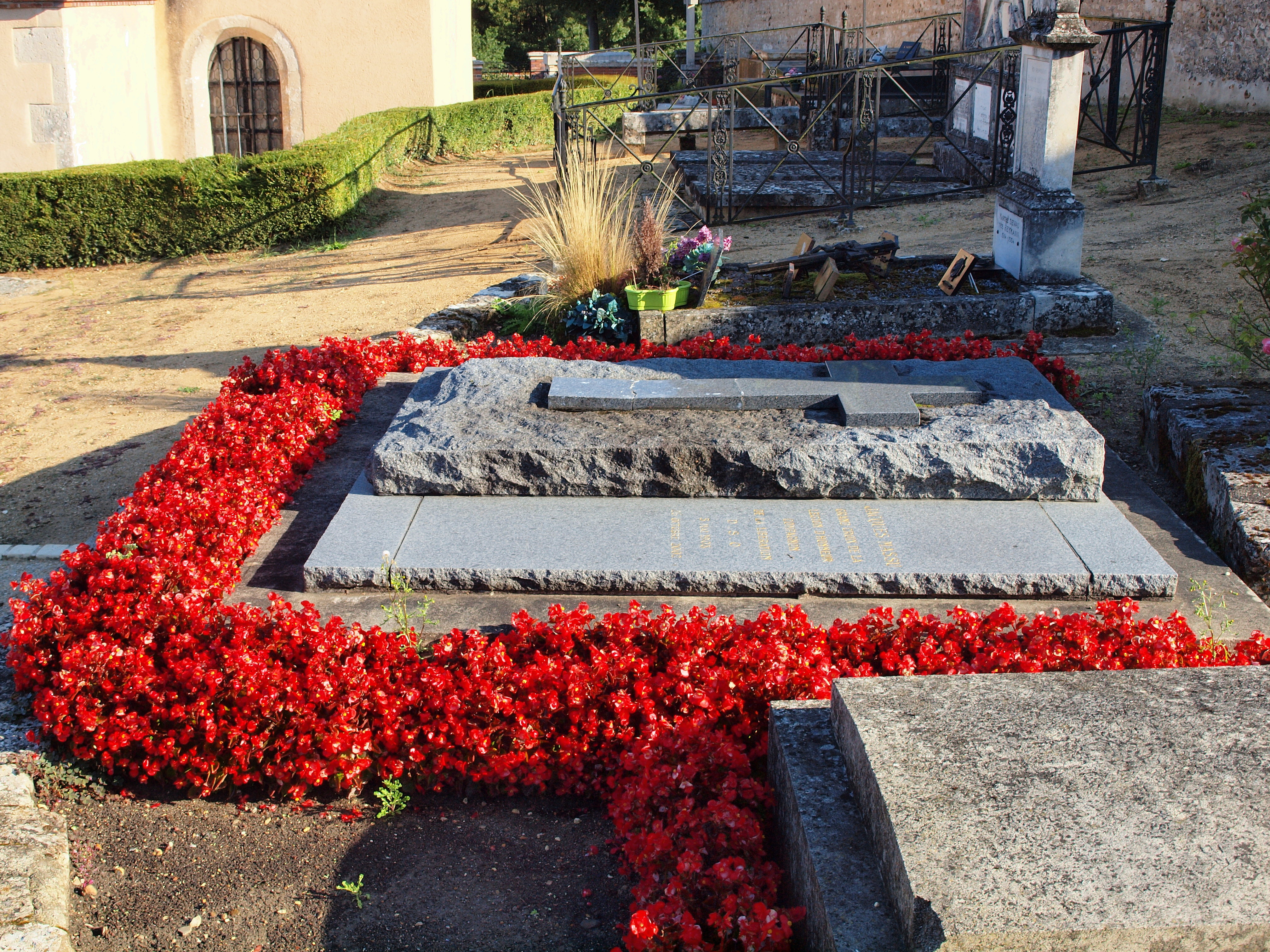
Tumba.

Nacido en una familia de tradición castrense, era pariente lejano del mariscal Michel Ney y sirvió en África durante la Segunda Guerra Mundial, dentro de las Fuerzas Francesas Libres. En 1941, fue el responsable del batallón de paracaidistas que intervino en Chad. Actuó en la batalla de Fezán en 1942 junto al general Leclerc. Sirvió como teniente coronel en la 2.ª División acorazada hasta el final de la guerra.
En septiembre de 1945, fue enviado a Saigón, participando en la reconquista de la ciudad y del sur del Indochina.
Cuando se produjo la sublevación de los independentistas argelinos, Massu fue enviado a Argelia, donde autorizó el uso de la tortura contra los detenidos y encarcelados del FNL. Nueve años después de finalizada la guerra de Argelia (1954-1962), publicó un libro de memorias titulado La verdadera batalla de Argel, en el que justificó el empleo de la tortura en Argelia sobre la base de las circunstancias del momento y de que la necesidad militar la imponía. Como ha señalado Edward Peters, «el libro es un ejemplo clásico de un argumento comúnmente usado para legitimar la tortura, un argumento que Massu no inventó, ni fue el único en citar: […] el argumento de que los torturadores pueden ser servidores responsables del Estado en tiempos de crisis extrema». El libro recibió una respuesta inmediata por parte de Alec Mellor —que en 1949 ya había publicado un libro de gran resonancia titulado La Torture— con su obra Je dénonce la torture; de Jules Roy, autor de J'accuse le général Massu; y de Pierre Vidal-Naquet, que publicó la traducción francesa de su libro Torture: Cancer of Democracy, publicado originariamente en inglés en 1963 y en el que denunciaba que el cáncer de la democracia no era la tortura misma sino la indiferencia hacia ella, al que siguió Les Crimes de l'armée française (Los crímenes del ejército francés, 1977), en el que describió los horrores de la represión francesa durante la guerra de Argelia, ampliando un libro anterior publicado en 1962 con el título Raison d'État (Razón de Estado).